# كليمنس هيرشل
كليمنس هيرشل (بالإنجليزية: Clemens Herschel)‏ هو مهندس أمريكي، ولد في 23 مارس 1842 في بوسطن في الولايات المتحدة، وتوفي في 1 مارس 1930 في جلان ريدج في الولايات المتحدة.